# EKZ CrossTour Hittnau 2014
De 14e editie van de EKZ CrossTour Hittnau werd gehouden op 2 november 2014 in Hittnau. De wedstrijd maakte deel uit van de EKZ CrossTour 2014. In 2013 won de Italiaan Enrico Franzoi. Deze editie werd gewonnen door de Fransman Clément Venturini, die daarmee Francis Mourey afloste als leider van het klassement.

## Mannen elite

### Uitslag
| Plaats  | Naam               | Ploeg                   | Tijd   |
| ------- | ------------------ | ----------------------- | ------ |
| Winnaar | Clément Venturini  | Cofidis                 | 58'52" |
| 2       | Sascha Weber       | Veranclassic-Doltcini   | + 1"   |
| 3       | Arnaud Grand       | BMC                     | + 7"   |
| 4       | David van der Poel | BKCP-Powerplus          | + 9"   |
| 5       | Bryan Falaschi     | Selle Italia-Guerciotti | z.t.   |
| 6       | Marcel Wildhaber   | Scott-Odlo              | + 10"  |
| 7       | Mariusz Gil        | Project Cross           | + 12"  |
| 8       | Fabien Doubey      | CC Étupes               | + 13"  |
| 9       | Enrico Franzoi     | Dteam SMP-Essegidue     | + 25"  |
| 10      | Simon Zahner       | EKZ                     | + 42"  |
| 11      | 0                  |                         |        |
| 12      | 0                  |                         |        |
| 13      | 0                  |                         |        |
| 14      | 0                  |                         |        |
| 15      | 0                  |                         |        |

| Pos. | Punten |
| ---- | ------ |
| 1    | 80     |
| 2    | 60     |
| 3    | 40     |
| 4    | 30     |
| 5    | 25     |
| 6    | 20     |
| 7    | 17     |
| 8    | 15     |
| 9    | 12     |
| 10   | 10     |
| 11   | 8      |
| 12   | 5      |
| 13   | 4      |
| 14   | 2      |
| 15   | 1      |

 EKZ CrossTour Baden · 
 EKZ CrossTour Dielsdorf · 
 EKZ CrossTour Hittnau · 
 EKZ CrossTour Eschenbach